# Mitrovac (Čeminac)
Mitrovac is een plaats in de gemeente Čeminac in de Kroatische provincie Osijek-Baranja. De plaats telt 64 inwoners (2001).